# Пешков, Николай Трифонович
Николай Трифонович Пешков (2 августа 1942, Романово, Усть-Пристанский район, Алтайский край, РСФСР, СССР — 10 июля 2013, Экибастуз, Павлодарская область) — советский хозяйственный, государственный и политический деятель, Герой Социалистического Труда.

## Биография
Родился в 1942 году в селе Романово. Член КПСС.
С 1965 года — на хозяйственной, общественной и политической работе. В 1965—2002 гг. — электрослесарь, помощник машиниста роторного экскаватора, машинист экскаватора, бригадир экскаваторной бригады разреза «Богатырь» Экибастузского производственного объединения по добыче угля Министерства угольной промышленности СССР.
Указом Президиума Верховного Совета СССР от 23 апреля 1986 года присвоено звание Героя Социалистического Труда с вручением ордена Ленина и золотой медали «Серп и Молот».
Живёт в Экибастузе.